# Beyşehir (jezioro)
Beyşehir (tur. Beyşehir Gölü) - największe słodkowodne jezioro w południowo-zachodniej Turcji, na Wyżynie Anatolijskiej. Położone jest na wysokości 1116 m n.p.m., o powierzchni 650 km².
Na jeziorze znajdują się 24 wysepki, siedliska ptaków wodnych oraz park narodowy.
W pobliżu znajduje się miasto Beyşehir.